# Villoria
Villoria – gmina w Hiszpanii, w prowincji Salamanka, w Kastylii i León, o powierzchni 31,65 km². W 2011 roku gmina liczyła 1481 mieszkańców.